# Naohiro Ishikawa
Naohiro Ishikawa, född 12 maj 1981 i Kanagawa prefektur, Japan, är en japansk fotbollsspelare som sedan 2002 spelar för FC Tokyo.